# Zakup Luizjany

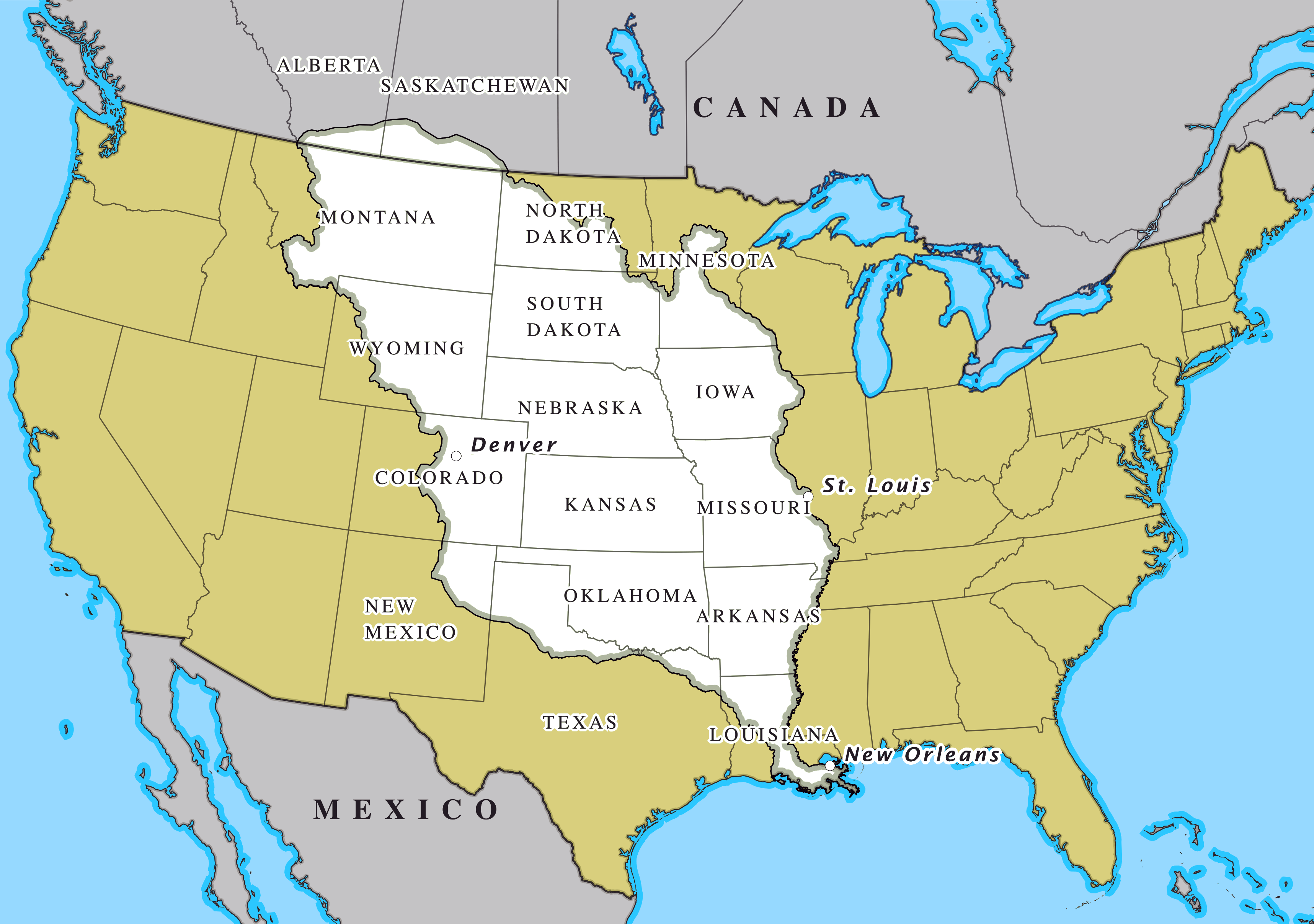
Mapa terenów objętych transakcją

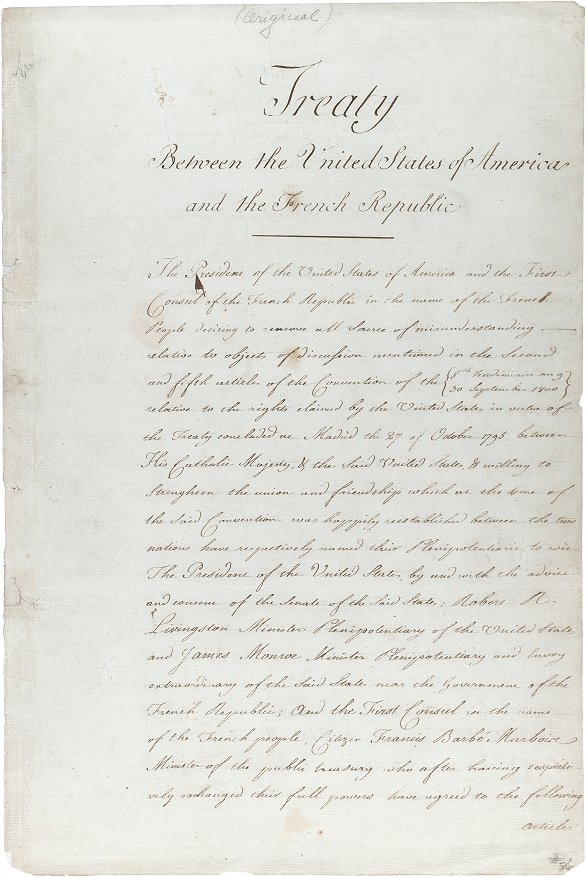
Umowa pomiędzy USA i Francją o zakupie Luizjany przez Amerykanów

Zakup Luizjany (ang. Louisiana Purchase) lub Sprzedaż Luizjany (fr. Vente de la Louisiane) – transakcja zakupu Luizjany przez Amerykanów, do której doszło w 1803 pomiędzy Stanami Zjednoczonymi a Francją wbrew zapisom traktatu z San Ildefonso (1800) pomiędzy Francją a Hiszpanią.

W roku 1802 minister spraw zagranicznych Francji, Talleyrand, indagowany przez amerykańskiego ambasadora Roberta R. Livingstona w sprawie Nowego Orleanu, odpowiedział: 

Niepokoicie się sprawą waszych interesów w Nowym Orleanie? Kupcie go!

 W rezultacie, za kwotę 60 milionów franków (11,25 miliona dolarów) oraz anulowanie długu w wysokości 18 milionów franków (3,75 miliona dolarów; łączny koszt transakcji to zatem 15 milionów dolarów, co odpowiadało 78 milionom franków) Stany Zjednoczone 30 kwietnia 1803 nabyły od Francji tereny w Ameryce Północnej o łącznej powierzchni 2,14 milionów km². Po złożeniu podpisu pod umową Livingston powiedział: 

Długo żyliśmy, ale to jest największym osiągnięciem naszego życia. Od tego dnia Stany Zjednoczone staną się mocarstwem pierwszej rangi.

 Łącznie z odsetkami, Stany Zjednoczone ostatecznie zapłaciły za tę transakcję 23 213 568 dolarów. Środki na ten cel pożyczył Amerykanom (z 6% oprocentowaniem) brytyjski Barings Bank, pomimo tego, że Wielka Brytania znajdowała się wówczas w stanie wojny z Francją. 
Zakupione ziemie niemal podwoiły powierzchnię ówczesnych Stanów Zjednoczonych, czyniąc z nich jedno z największych państw na świecie. Ostatecznie z zakupionych terenów powstało 13 nowych stanów USA i stanowią one niemal 25% obecnej powierzchni Stanów Zjednoczonych.